# Heinrich Köhler (philosophe)
Pour les articles homonymes, voir Köhler.
Heinrich Köhler (né le 29 mai 1685 à Weißenfels, mort en 1737) est un philosophe allemand.

## Biographie
Köhler étudie à l'université de Leipzig et à Halle auprès d'Andreas Rüdiger et de Christian Wolff. À partir de 1720, il donne des cours de mathématiques et de philosophie à l'université d'Iéna. En 1734, il est nommé professeur de philosophie. Parmi ses étudiants figurent les philosophes Friedrich Christian Baumeister et Caspar Jacob Huth ainsi que le théologien Johann Ernst Schubert (de).
Köhler traduit la Monadologie de Gottfried Wilhelm Leibniz du français vers l'allemand en 1720 et traduit la correspondance entre Leibniz et Samuel Clarke.
Ses ouvrages Juris socialis et gentium ad ius naturale revocati specimina VII, paru en 1732, et Exercitationes iuris naturalis, eiusque cumprimis cogentis, methodo systematica propositi, paru en 1738, sont mis à l’Index librorum prohibitorum par décret le 17 juillet 1747.